# Tilga (Elva)
Tilga is een plaats in de Estlandse gemeente Elva, provincie Tartumaa. De plaats heeft de status van dorp (Estisch: küla) en telt 109 inwoners (2021).
De plaats lag tot in oktober 2017 in de gemeente Rõngu. In die maand ging Rõngu op in de gemeente Elva. Tilga ligt ten noorden van de grotere plaats Rõngu, vroeger de hoofdplaats van de gelijknamige gemeente.

## Geschiedenis
Op de plaats van Tilga lag vroeger een dorp Meemaste, voor het eerst genoemd in 1796. De naam Tilga duikt voor het eerst op in 1866 als boerderij in een cyrillische versie van de naam: Тильга. In 1872 werd in de buurt van de boerderij een Russisch-Orthodoxe parochieschool gebouwd en in 1868 een Russisch-Orthodoxe kerk. In de jaren 1840-1850 gingen er geruchten dat iedereen die zich tot de orthodoxie zou bekeren een stuk land ergens in Rusland zou krijgen. Onder invloed daarvan had bijna een kwart van de lutherse parochie van Rõngu, waartoe Tilga behoorde, zich tot de Russische kerk bekeerd.
De orthodoxe Kerk van de Hemelvaart van Onze Heer (Issanda Taevaminemise kirik) werd in 1952 gesloten en in 1960 afgebroken. De school werd in 1927 gesloten.
In 1977 werd het dorp Väike-Rõngu bij Tilga gevoegd.